# Лас Флорес (округ Техејма, Калифорнија)
Лас Флорес (енгл. Las Flores, Tehama County) насељено је место без административног статуса у америчкој савезној држави Калифорнија.

## Демографија
По попису из 2010. године број становника је 187.
| Група             | 2000.    | 2010.       |
| Белци             | 0 (0,0%) | 102 (54,5%) |
| Афроамериканци    | 0 (0,0%) | 0 (0,0%)    |
| Азијати           | 0 (0,0%) | 0 (0,0%)    |
| Хиспаноамериканци | 0 (0,0%) | 72 (38,5%)  |
| Укупно            | 0        | 187         |